# Christen Borch
Christen Borch (4. marts 1883 i København – 4. november 1972) var en dansk arkitekt.

## Uddannelse
Christen Borch var søn af arkitekten Martin Borch og Marie Henriette f. Nyrop. Han blev student fra Metropolitanskolen 1901, murersvend 1902, gik på Det tekniske Selskabs Skole 1902-05 og på Kunstakademiets Arkitektskole 1904-09. Han var ansat hos Hack Kampmann 1907 og hos faderen Martin Borch ca. 1909-1917. 1910 vandt han den lille guldmedalje og to år efter Akademiets stipendium. Han rejste i Tyskland, Frankrig, Italien og Grækenland 1909; Italien og Tunis 1912-13.

## Virke
Han var tilsynsførende arkitekt ved Carlsbergfondets bygninger, ved Frederik VII's Stiftelse på Jægerspris Slot og Vor Frue Kirke i København fra 1920, bestyrelsesformand for A/S til Opførelse af boliger for Arbejderklassen 1922, tilsynsførende arkitekt ved Landbohøjskolen fra 1926, bestyrelsesmedlem i Akademisk Arkitektforening 1927-31, censor ved Charlottenborg Forårsudstilling 1928-30 samt tilsynsførende arkitekt ved Statens Serumlaboratoriums og Justitsministeriets bygninger fra 1935. Han var Ridder af Dannebrog.
Han udstillede på Charlottenborg Forårsudstilling 1910-1914 og 1943-45 og på Danske Kunstnerslægter, Charlottenborg 1952.
Borch blev gift 1. gang 4. september 1910 i Brøndbyvester med Helga Louise Barfoed (4. september 1884 – 6. januar 1959), datter af sognepræst Erik Christian Nissen Barfoed og Thora Læssøe og 2. gang 2. april 1959 med Marie Nielsine Nielsen (7. august 1908 i Allerslev ved Præstø – 24. november 1996).

## Værker
- Restaurering af Weis' skænkestue, Ribe (1907)
- Posthus, Haslev (1911, sammen med Martin Borch)
- Nebbelunde præstegård (1914)
- Restaurering af Skomagerhuset, Helligkorsgade 18, Kolding (1915)
- Gyttegård hovedbygning (1916)
- Sommerhus, Teglstrup Hegn (1916, sammen med Martin Borch)
- Restaurering af Påskesønnernes Gård, Rådhustorvet 7, Randers (1917, sammen med Jens Peter Jensen Wærum)
- Statsfrøkontrollen, N.J. Fjords Allé 15, Frederiksberg (1918-20, sammen med Martin Borch, nedrevet)
- Røntgenafdelingen, Rigshospitalet (1918-22, sammen med Martin Borch)
- Ombygning og udvidelse af den Kgl. Veterinær- og Landbohøjskole, Frederiksberg (1918-26, sammen med Martin Borch)
- Villa, nu plejehjem, Niels Andersens Vej 13, Hellerup (1919, portnerbolig frasolgt som separat villa)
- Villa, Lundevangsvej, Charlottenlund (1919)
- Villa, Tornagervej, Charlottenlund (1919)
- Restaurering af Hvidovre Kirke (1921)
- Villa Shaw (nu: Pedersholm), Hillerødvejen 1,Fredensborg (1921)
- Ombygning og udvidelse af Roskilde Katedralskole, Roskilde (1923-26, påbegyndt af Martin Borch)
- Restaurering af Vor Frue Kirke, København (1923-28)
- Villa, Fuglebakkevej 70, Frederiksberg (1925)
- Ombygning og udvidelse af amtsygehus, Roskilde (1927)
- Ombygning af værelser i Carlsbergfondets bygning, Dantes Plads, København (1920'erne)
- Restaurering af Jægerspris Slot (ca. 1927-32)
- Kapel, Hørsholm Kirkegård (1929)
- Carlsbergfondets Biologiske Institut, Tagensvej 16 (1931-32)
- Restaurering af Carlsbergs æresbolig (1932)
- Psykiatriske afdeling med sygeplejerskebolig, Rigshospitalet (1933-34)
- Ombygning af Gråsten Slot (1936)
- Radiologisk afdeling, Rigshospitalet (1937)
- Dommer- og politimesterbolig, Hobro (1940)
- Domhus, Gråsten
- Politigård, Frederikssund
- Dommergård, Neksø
- Politi-og dommerkontorbygning i Holstebro
- Det veterinære serumlaboratorium i Århus
- Statens Politiskole, Artillerivej, Islands Brygge, København (1943-44, sammen med Poul Møller)
- Dalgas Boulevard 26, 2000 Frederiksberg (1943-1945)
- Politigården, Odense (1951-53)
- Politimesterbolig, Bogense
- Arresthus og politigård i Esbjerg
- Politigården i Herning

### Konkurrencer
- Bebyggelse af Islands Brygge (1908, sammen med Thorvald Andersen, indkøbt)
- Statshusmandsboliger (1908, 3. præmie)
- Gravminder (1911, udskrevet af Foreningen til Hovedstadens Forskønnelse, 3. præmie)
- Amtsygehus, Kalundborg (1921)
- Kirkegårdskapel, Hørsholm Kirkegård (1928, 1. præmie)

### Andre projekter
- Stor guldmedalje (1911-12)

### Litterære arbejder
- Arkitekt Martin Borch. Særtryk af Den jyske slægt Borch, Skjern-Borcherne II, 1942.